# Cerotainiops lucyae
Cerotainiops lucyae là một loài ruồi trong họ Asilidae. Cerotainiops lucyae được Martin miêu tả năm 1959.